# 罗马街 (都灵)

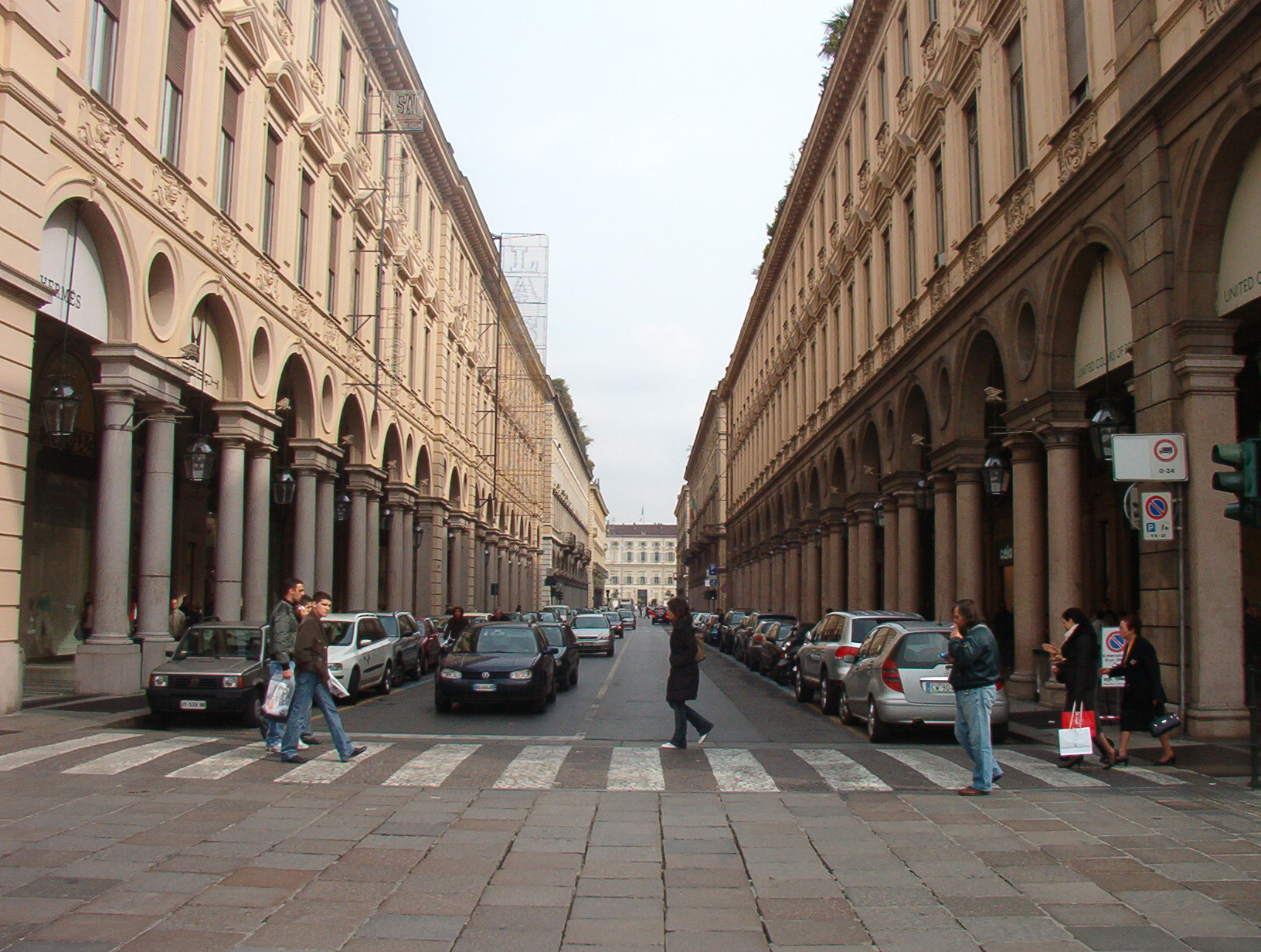
罗马街与城堡广场交汇处

罗马街（Via Roma）是都灵市中心的一条主要街道，北到城堡广场，南到新门车站（Porta Nuova），中途经过CLN广场和著名的圣卡洛广场，止于卡洛·腓力切广场。
20世纪初，这条街仍保持着巴洛克风格。1933年，从圣卡洛广场到城堡广场的路段被完全拆除重建，增建骑楼，到1933年10月28日向公众开放。向南到新门车站的一段，直到1937年10月28日才完成。重修以后，这条街成为一条主要购物街，两侧为有特色的骑楼，开设有优雅的咖啡馆，摆设着都灵充当意大利王国首都时代的家具。
这条街总长607米，宽14.8米，包括两侧门廊达到27米。